# 雷暴

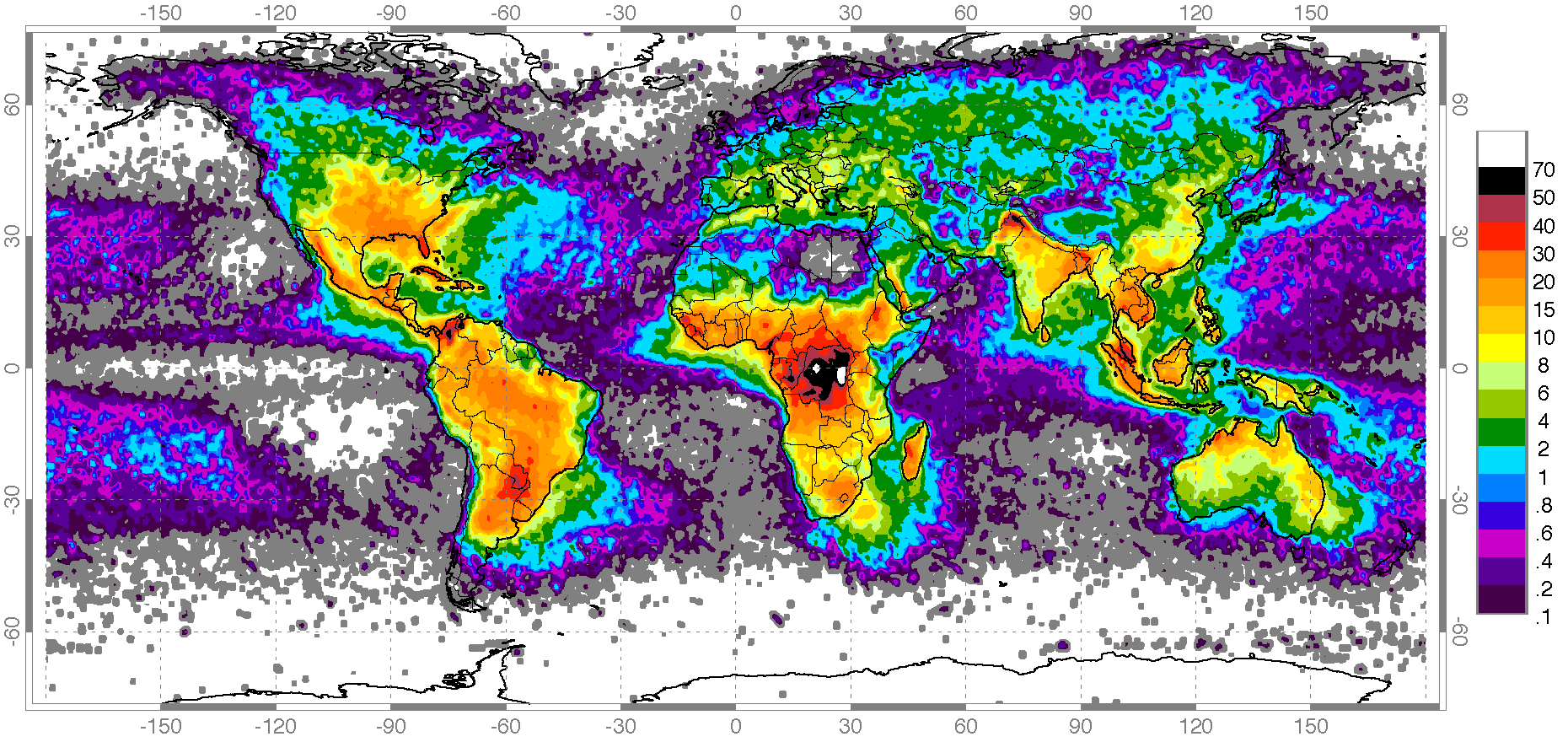
世界各地发生闪电的频率

雷暴是一種產生閃電及雷聲的自然天氣現象。它通常伴隨著滂沱大雨或冰雹，而在冬季時甚至會隨暴風雪而來。
雷暴可以在世界任何地方發生，甚至發生在兩極和沙漠地帶，但通常在低緯度的地方（特別是熱帶雨林地區）會較頻繁地發生，可以每日都會發生。在亞熱帶和溫帶等中緯度地區，雷暴則通常會在夏季的下午或傍晚發生，有時在冬季也會受冷鋒影響而有短時性雷暴。烏干達，新加坡及印尼為全世界雷暴發生最頻繁的地方，除此之外，在美國中西部及南部州份會發生威力最強烈的雷暴，因為這些雷暴會與冰雹或龍捲風一起發生。至今為止，全世界從未出現過雷暴的地區只有南美洲智利北部的阿他加馬沙漠，該地因氣候過於乾燥和難以形成雨雲才會未出現過雷暴。
雷暴會在大氣不穩定時發生，並且會製造大量的雨水或冰晶。通常其發生有三種特定情況：地球大氣層低空帶的濕度很高，這可以由露點溫度觀察得到；高空與低空的溫度差異極大，亦即是氣溫遞減率極大；冷鋒受到外力的逼迫而匯聚。
在古老的文明裡，雷暴有著極大的影響力。不論是中國古代、古羅馬或美洲古文明皆有與雷暴相關的神話。

## 生命週期

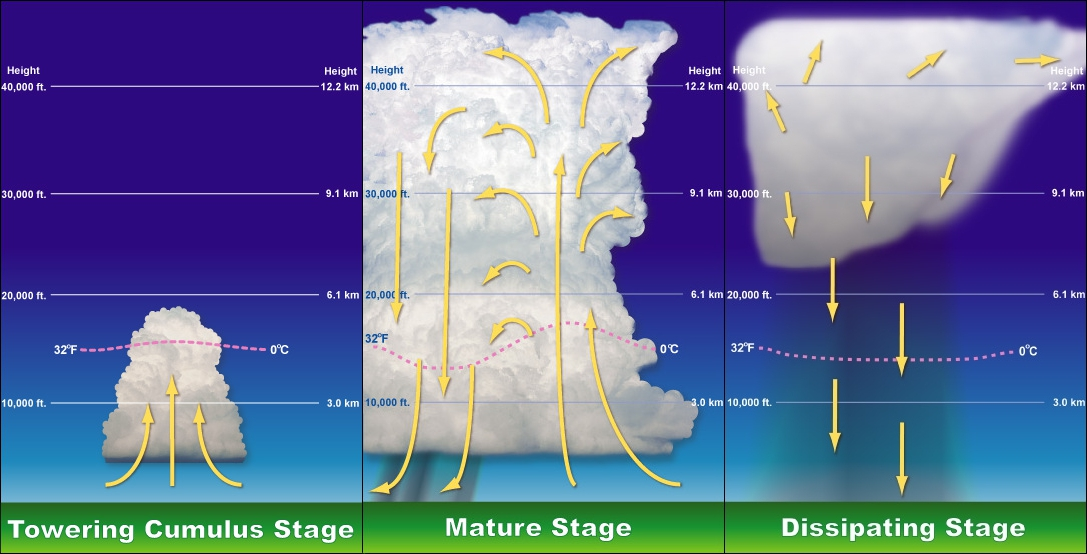
雷暴的生命週期

雷暴的生命週期有三個階段，分別是積雲階段、成熟階段及消亡階段。
在積雲階段，雲較四周的空氣暖和，因此雲內部的空氣加速向上升，並很快升到溫度遠低於凝點的高度。所以四周大量的小水點、冰晶或雪片向雲內匯聚，這時只有不斷增強的上升氣流而沒有下降氣流。
在成熟階段，積雨雲變得越來越大，甚至會進入平流層。不過水滴及冰晶會因為過重，使得上升氣流並不能承托其重量，而開始落下，其表面所產生的摩擦會帶動四周的空氣向下沉，並逐步增強下墜力從而產生下降氣流，乱流中的水滴、冰晶互相摩擦，产生电压，放电时会产生闪电和雷声。這時便會出現滂沱大雨並且伴有雷電或上升下降亂流，而若下降氣流極強則可能會降雪或冰雹。而由高空下降的冷氣流在到達地面時會水平展開，這時容易會生成猛烈陣風。
最後，在消亡階段，上升氣流逐漸消失，這時雷暴主要受到已變弱的下降氣流影響。雲裡大部份的水點被釋出，已無力再降雨，而雷暴亦逐漸消失。

## 雷暴分类

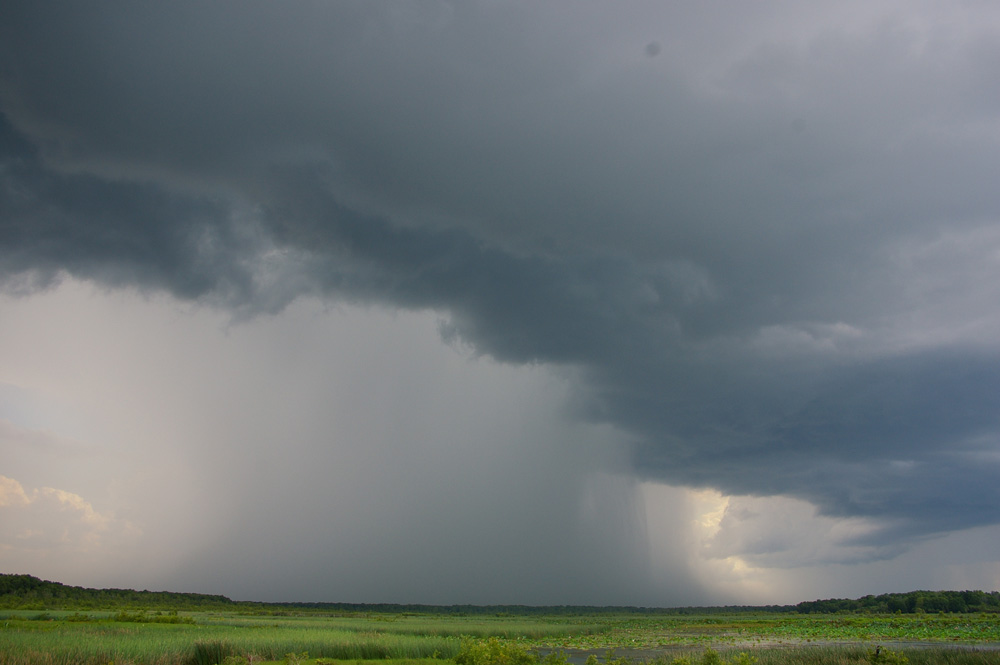
典型的雷雨

雷暴主要分為四種，分別為單體雷暴、多單體雷暴、飑线及超級單體雷暴。而分辨它們的方法是根據大氣的不穩定性及不同層次裡的相對風速而定參看。
- 單體雷暴（Single cell storms）是在大氣不穩定，但只有少量甚至沒有風切變時發生。這些雷暴通常較為短暫，不會持續超過1小時。在平日亦有很多機會看到這種雷暴，因此亦被稱為陣雷。

- 多單體雷暴（Multicell storms）由多個單體雷暴所組成，是單體雷暴的進一步發展而成的。這時會因為氣流的流動而形成陣風帶，這個陣風帶可以延綿數里，如果風速加快、大氣壓力加大及溫度下降，這個陣風帶會越來越大，並且吹襲更大的區域。

- 飑线（Squall line），有时亦称线飑[1]。是指带状的雷暴群所构成的风向、风速突变的一种中至小尺度的强对流天气，通常伴随或先于冷锋出现。其破坏性很强大。

- 超級單體雷暴（Supercell storms）是在風切變極大時發生的，並由各種不同程度的雷暴組成。這種雷暴的破壞力最大，並且有30%可能性會產生龍捲風。

- 大雷雨為風速每小時90公里以上的雷暴。這些雷暴同樣可以有閃電及傍沱大雨，但更易造成洪水氾濫，陣風及龍捲風，但定義隨不同國家而有所改變。大雷雨可能會與超級單體雷暴及其他雷暴同時發生。

## 雷暴警告

气象灾害预警信号（中国大陆）

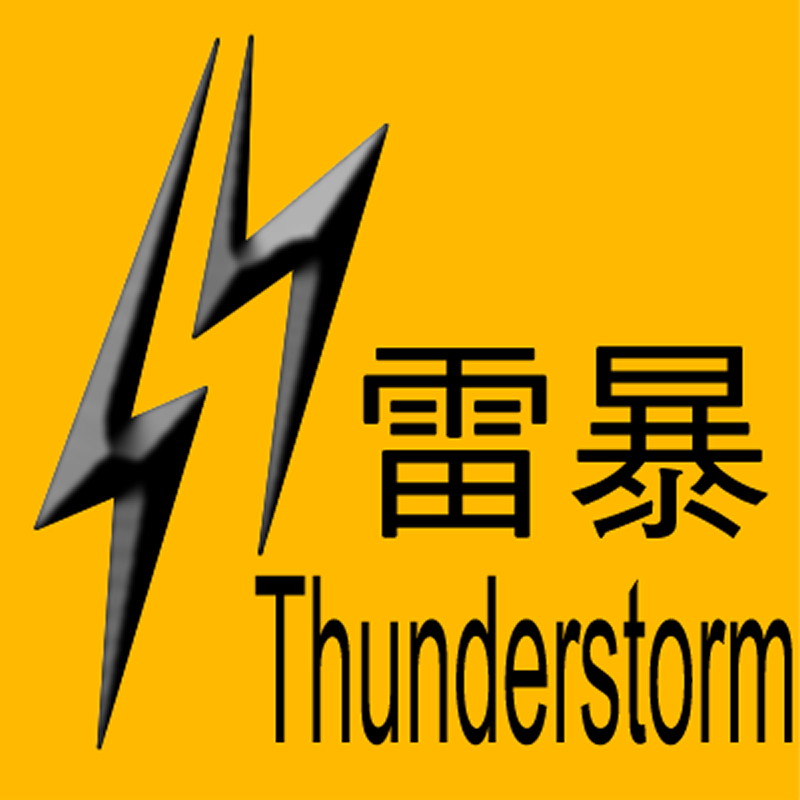
香港雷暴警告

雷暴警告信號 (澳門)

气象机构有提供雷暴警告服务，如香港天文台的香港雷暴警告，包括雷暴预警以及闪电探测服务等。
雷暴的發展、移動與消散可以非常迅速，也有可能只影響局部地區。雷暴警告的作用在於補充日常的天氣報告，促請市民特別留意預報中已有提到或事前未有預料的雷暴，以協助工程師、承建商及其他可能因雷暴而受影響的人士，並提醒有關政府部門及機構採取相應行動。
雷暴警告生效時，室外運動場、球場或泳池的管理人員及救生員應隨時留意天色的變化，以便向場地使用者及泳客作適當的指導。
香港天文台发布的雷暴中注意事項：
1. 留在室內。在室外工作的人，應躲入建築物內。
2. 切勿游泳或進行其他水上運動。離開水面及找尋地方躲避。
3. 避免使用電話或其他帶有插頭的電器，包括電腦等。
4. 切勿接觸天線、水龍頭、水管、鐵絲網或其他類似金屬裝置。
5. 避免用花灑淋浴。
6. 切勿處理以開口容器盛載的易燃物品。
7. 切勿站立於山頂上或接近導電性高的物體。樹木或桅杆（尤其是电线杆）容易被閃電擊中，應盡量遠離。閃電擊中物體後，電流會經地面傳開，因此不要躺在地上，潮濕地面尤其危險。應該蹲著並盡量減少與地面接觸的面積。
8. 遠足及其他戶外活動人士，應隨身帶備收音機，不斷留意天文台發出的最新天氣消息。
9. 留意暴雨可能隨時出現，切勿在河流、溪澗或低窪地區逗留。
10. 駕車人士如駛經高速公路或天橋，應提防強勁陣風吹襲。
11. 海上的小艇應小心提防狂風或水龍捲襲擊。
12. 如遇上龍捲風，應立即躲入堅固的建築物內。要遠離窗戶、蹲伏在地上並用手或厚墊保護頭部。如在室外，應遠離樹木、汽車或其他可被龍捲風吹起的物件。

## 外部連結
- 剖釋雷暴的成因 （页面存档备份，存于）.